# Erich Lamberz

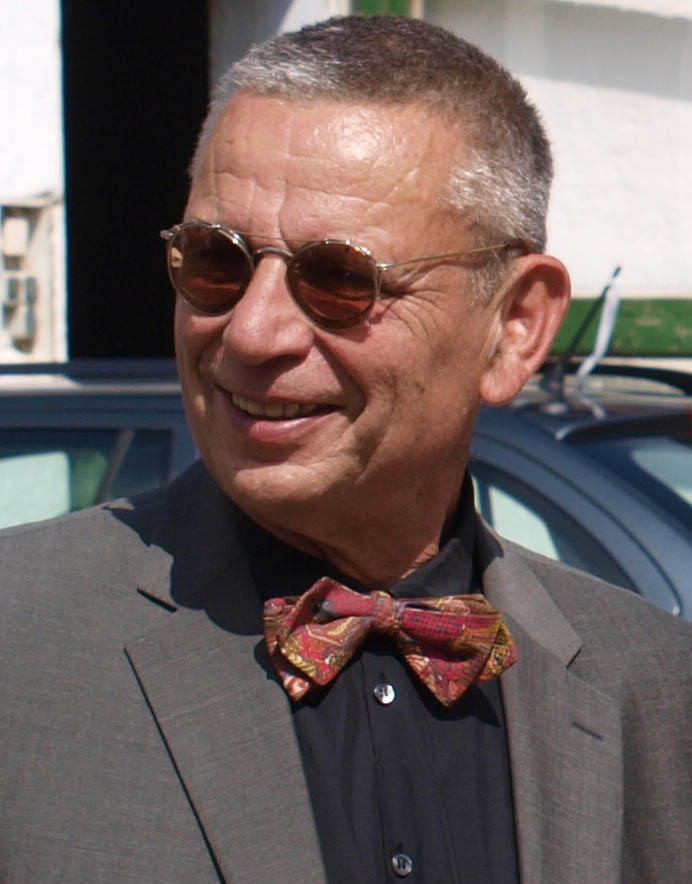
Erich Lamberz

Erich Lamberz (* 15. August 1943 in Bonn) ist ein deutscher Altphilologe.

## Leben und Werk
Nach dem Abitur am humanistischen Beethoven-Gymnasium Bonn studierte er von 1963 bis 1970 Klassische Philologie und Philosophie an der Universität Bonn. Von 1964 bis 1970 war er Stipendiat des Cusanuswerks. 1970 legte er das erste Staatsexamen ab und wurde im gleichen Jahr bei Hans Herter und Ernst Vogt promoviert. Seine 1975 in der Bibliotheca Teubneriana publizierte Dissertation galt der kritischen Edition der Sententiae des Neuplatonikers Porphyrios. Von 1970 bis 1975 war er als entsandter wissenschaftlicher Mitarbeiter der Universität Bonn am Patriarchalischen Institut für Patristische Studien in Thessaloniki mit der Erforschung der Athosbibliotheken und der wissenschaftlichen Katalogisierung ihrer Handschriften befasst. Damit wurde auch die Überlieferung byzantinischer und nachbyzantinischer Literatur zunehmend Gegenstand seiner Forschung. 2006 legte er nach mehreren vorbereitenden Publikationen den ersten Band eines wissenschaftlichen Katalogs der Handschriften des Klosters Vatopedi vor. Ab 1975 war er  wissenschaftlicher Assistent (1975–1983), dann wissenschaftlicher Mitarbeiter (1983–1986) am Institut für Klassische Philologie der Ludwig-Maximilians-Universität München, wo er auch weiterhin als Lehrbeauftragter tätig ist. Die Görres-Gesellschaft förderte ihn von 1987 bis 1990 als Stipendiat. Von 1990 bis 2014 war er als wissenschaftlicher Mitarbeiter bei der Kommission für die Herausgabe einer zweiten Serie der „Acta Conciliorum Oecumenicorum“ an der Bayerischen Akademie der Wissenschaften mit der kritischen Edition der Akten des VII. ökumenischen Konzils (Nicaenum II) betraut, deren drei Bände 2008, 2012 und 2016 erschienen. Seit 1993 ist er Mitglied des Comité international de paléographie grecque. 1995–2002 gehörte er zum Dozentenkreis des Graduiertenkollegs Textkritik der LMU. Seit 2012 ist er Honorarprofessor für Griechische Kodikologie an der LMU.
Seine Schwerpunkte sind Textkritik, Griechische Paläographie und Kodikologie, Überlieferungsgeschichte sowie Neuplatonismus und Konziliengeschichte. Für viele seiner Publikationen ist die enge Verbindung von editorischer und textkritischer Arbeit mit paläographischer und überlieferungsgeschichtlicher Forschung charakteristisch.

## Auszeichnungen
- Ehrendoktor der theologischen Fakultät der Aristoteles-Universität Thessaloniki (2019) für die Edition der Akten des 2. Konzils von Nicäa
- Ehrendoktor der philosophischen Fakultät der Universität Thrakien (Komotini) (2019) für die Erforschung der Athosbibliotheken

## Veröffentlichungen (Auswahl)

### Studien
- Die Bischofslisten des VII. Ökumenischen Konzils (Nicaenum II) (= Bayerische Akademie der Wissenschaften, Philosophisch-historische Klasse. Abhandlungen. Neue Folge, Band 124). München: Beck, 2004, ISBN 3-7696-0119-X.

### Kritische Editionen
- Porphyrii Sententiae ad intelligibilia ducentes (= Bibliotheca scriptorum Graecorum et Romanorum Teubneriana). Leipzig: Teubner, 1975, OCLC 566296213 (zugleich Dissertation, Bonn 1970).
- Concilium universale Nicaenum secundum, Concilii Actiones I–III (= Acta Conciliorum Oecumenicorum ser. II, vol. III. Band 1). Berlin/New York: De Gruyter, 2008, ISBN 978-3-11-019002-1.
- Concilium universale Nicaenum secundum, Concilii Actiones IV–V (= Acta Conciliorum Oecumenicorum ser. II, vol. III. Band 2). Berlin/Boston: De Gruyter, 2012, ISBN 978-3-11-027274-1.
- Concilium universale Nicaenum secundum, Concilii Actiones VI–VII. Tarasii et synodi epistulae. Epiphanii sermo laudatorius. Canones. Tarasii epistulae post synodum scriptae. Appendix graeca (= Acta Conciliorum Oecumenicorum ser. II, vol. III. Band 3). Berlin/Boston: De Gruyter, 2016, ISBN 978-3-11-041117-1.

### Handschriftenkataloge
- mit Euthymios K. Litsas: Katalogos cheirographon tēs batopedinēs Skētēs Hagiu Demetriu (= Katalogoi hellēnikōn cheirographōn Hagiu Orus. Band 1). Thessaloniki: Patriarchikon Hidryma Paterikōn Meletōn, 1978, OCLC 310788898.
- Katalog der griechischen Handschriften des Athosklosters Vatopedi. Band I: Codices 1–102 (= Katalogoi hellēnikōn cheirographōn Hagiu Orus. Band 2). Thessaloniki: Patriarchikon Hidryma Paterikōn Meletōn, 2006, ISBN 960-8062-13-6.

### Herausgeber
- Ernst Vogt, Literatur der Antike und Philologie der Neuzeit. Ausgewählte Schriften (= Beiträge zur Altertumskunde. Band 313). De Gruyter, Berlin/Boston 2012, ISBN 978-3-11-026390-9, (online).

### Aufsätze und Buchbeiträge (Auswahl)
- Zum Verständnis von Basilius' Schrift „Ad adolescentes“, in: Zeitschrift für Kirchengeschichte 90, 1979, 221–241.
- Proklos und die Form des philosophischen Kommentars, in: Proclus. Lecteur et interprète des anciens. Actes du colloque international du CNRS, Paris 2–4 octobre 1985, Paris 1987, 1–20.
- Die Handschriftenproduktion in den Athosklöstern bis 1453, in: Scritture, libri e testi nelle aree provinciali di Bisanzio (Atti del seminario di Erice, 18–25 settembre 1988), Spoleto 1991, 25–78.
- Zwei Flavius-Josephus-Handschriften des Athosklosters Vatopedi (Vatop. 386 und 387), in: Rheinisches Museum für Philologie 139, 1996, 295–307.
- Studien zur Überlieferung der Akten des VII. Ökumenischen Konzils: Der Brief Hadrians I. an Konstantin VI. und Irene (JE 2448), in: Deutsches Archiv für Erforschung des Mittelalters 53, 1997, 1–43.
- The Library of Vatopaidi and its Manuscripts, in: The Holy and Great Monastery of Vatopaidi. Tradition – History – Art, Athos 1998, vol. II, 562–574. 672–677.
- Von der Handschrift zum Druck: Die Akten des Nicaenum II in der Editio Romana von 1612, in: Annuarium Historiae Conciliorum 30, 1998, 328–370.
- Die Überlieferung und Rezeption des VII. Ökumenischen Konzils (787) in Rom und im lateinischen Westen, in: Roma fra oriente e occidente. 19–24 aprile 2001, Settimane di studio del Centro Italiano di studi sull'alto medioevo XLIX, Spoleto 2002, vol. II, 1053–1099.
- Vermißt und gefunden. Zwei Texte des Sophronios von Alexandria zur Bilderverehrung, die Akten des VII. Ökumenischen Konzils und eine Patriarchatsurkunde des 11. Jh. in einem griechischen Codex aus dem Besitz des Nikolaus von Kues (Harleianus 5665), in: Römische Historische Mitteilungen 45, 2003, 159–180.
- Georgios Bullotes, Michael Klostomalles und die byzantinische Kaiserkanzlei unter Andronikos II. und Andronikos III. in den Jahren 1298–1329, in: Lire et écrire à Byzance, ed. par Brigitte Mondrain (Collège de France – CNRS Centre de recherche d’histoire et civilisation de Byzance. Monographies; 19), Paris 2006, 33–48.
- Johann Albert Fabricius und der 'Codex Mavrocordati'. Ein Beitrag zur Überlieferungs- und Editionsgeschichte der Demonstratio evangelica des Eusebios von Kaisareia, in: Byzantinistische Zeitschrift 99, 2006, 515–522.
- Johannes Kantakuzenos und die Produktion von Luxushandschriften in Konstantinopel in der frühen Palaiologenzeit, in: Actes du VIe Colloque International de Paléographie Greque (Drama, 21–27 septembre 2003), Athen 2008 [2009] (Vivlioamphiastis – Annexe, 1), Band I, 133–156 (mit Abb. 1–25 in Band III, 982–1005).
- The Bilingual Inscription in the Bema and the Conciliar Inscriptions in the Nave. A new edition, in: B. and G. Kühnel, The Church of the Nativity in Bethlehem. The Crusader Lining of an Early Christian Basilica, Regensburg 2019, 145–165.